# 蝶呤
蝶呤（Pterin）是一种蝶啶环系的杂环化合物，在4号位和2号位上含有一个羰基和一个氨基。蝶啶有数种互变异构体，见于下。较重要的蝶呤衍生物有叶酸等。
蝶呤衍生物是指蝶呤或其互变异构体的吡嗪环上有其它基团的一类化合物。这类物质首先于蝴蝶翅膀的色素，故以pteron ()命名，意为翅膀。蝶呤衍生物在生物界作为着色物质存在，也作为酶促反应的辅因子。

## 互变异构体

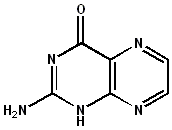
2-氨基蝶啶-4(1H)-酮
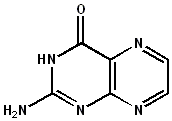
2-氨基蝶啶-4(3H)-酮
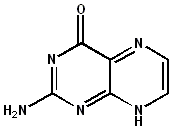
2-氨基蝶啶-4(8H)-酮
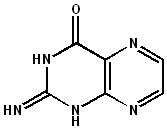
2-亚氨基-2,3-二氢蝶啶-4(1H)-酮
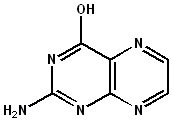
2-氨基蝶啶-4-酚

## 生物合成
蝶呤衍生物的生物合成始于三磷酸鸟苷（GTP），控制GTP转化成蝶呤的酶，GTP环水解酶I，在原核生物和真核生物中均被发现。

## 化学合成
3-氯吡嗪羧酸甲酯与胍盐反应得蝶呤。
另一合成法是基于2,4,5-三氨基-6-羟基嘧啶与乙二醛的反应。